# Mara Bâtea
Mara Anca Bâtea (Cluj-Napoca, 12 aprile 1995) è una calciatrice rumena, attaccante dell'U Olimpia Cluj e della nazionale rumena.
Legata al club di Cluj-Napoca per tutta l'ultima parte della carriera, all'estate 2022 ha conquistato dieci titoli di Campione di Romania e cinque coppe nazionali, disputando inoltre dodici stagioni di UEFA Women's Champions League consecutive.

## Palmarès

### Club
- Campionato rumeno: 10

Olimpia Cluj: 2011-2012, 2012-2013, 2013-2014, 2014-2015, 2015-2016, 2016-2017, 2017-2018, 2018-2019, 2020-2021, 2021-2022
- Coppa della Romania femminile: 5

Olimpia Cluj: 2013-2014, 2014-2015, 2016-2017, 2020-2021, 2021-2022